# Scutisorex thori
Scutisorex thori és una espècie de musaranya de la República Democràtica del Congo. S. thori i la seva espècie germana, la musaranya cuirassada (S. somereni) són els únics mamífers coneguts amb vèrtebres que s'enclaven entre si.

## Descripció
S. thori té el crani més petit i menys vèrtebres (vuit en lloc de deu o onze) que la seva espècie germana. Les vèrtebres tenen menys projeccions òssies i les costelles són més planes i robustes. Igual que la musaranya cuirassada, té l'esquena extremament forta. Proporcionalment, és quatre vegades més forta que la dels humans. Mesura menys de 30 cm i pesa menys de 50 g. Les musaranyes Scutisorex són menys flexibles que la majoria de mamífers.